# Urgleptes miser
Urgleptes miser là một loài bọ cánh cứng trong họ Cerambycidae.